# Aeropuerto de Baotou Erliban
El aeropuerto de Baotou Erliban (IATA: BAV, ICAO: ZBOW; en chino: 包头机场) es un aeropuerto que sirve la ciudad de Baotou en Mongolia Interior, al norte de China. El aeropuerto de Baotou fue fundado preliminarmente en 1934 y abrió sus puertas en 1956. Está a 14 millas del centro de la ciudad.
Es un aeropuerto de clase 4D. La pista 13-31 mide 9.186 pies de largo y 200 pies de ancho y está equipada en ambos extremos con Sistemas de instrumentos Aterrizaje (ILS) , Sistemas de Enfoque Iluminación (ELA) con luces intermitentes secuenciadas, y una zona de iluminación de contacto (TDZ). Tanto el Boeing 737-900 como el Boeing 767-300ER son capaces de aterrizar allí.

## Estadísticas
Ver fuente y consulta Wikidata.